# Limosina kivuensis
Limosina kivuensis är en tvåvingeart som beskrevs av Vanschuytbroeck 1950. Limosina kivuensis ingår i släktet Limosina och familjen hoppflugor.
Artens utbredningsområde är Kongo. Inga underarter finns listade i Catalogue of Life.